# Anna Deryło-Marczewska
Anna Janina Deryło-Marczewska – polska chemik, profesor nauk chemicznych.

## Życiorys
W 1978 ukończyła studia chemiczne na Uniwersytecie Marii Curie-Skłodowskiej w Lublinie, w 1983 obroniła pracę doktorską, w 1996 habilitowała się na podstawie pracy zatytułowanej Opis równowag adsorpcyjnych w układach: rozcieńczony roztwór wodny substancji organicznych - węgiel aktywny w oparciu o teorię adsorpcji z roztworów na niejednorodnych ciałach stałych. W 2017 uzyskała tytuł profesora nauk chemicznych.
Pracuje na Uniwersytecie Marii Curie-Skłodowskiej w Lublinie, oraz jest wiceprzewodniczącym i członkiem
Komisji Podstaw i Zastosowań Fizyki i Chemii w Technice, Rolnictwie i Medycynie na Oddziale PAN w Lublinie.

## Odznaczenia
- Srebrny Krzyż Zasługi (2007)[4]
- Złoty Krzyż Zasługi (2023)[5]